# Válaszcsapás (film, 2017)
A Válaszcsapás (eredeti cím: Armed Response) 2017-es amerikai akció-horrorfilm John Stockwell rendezésében. A főszerepet Wesley Snipes, Anne Heche, Dave Annable és Seth Rollins alakítja. A film az Erebus Pictures, a WWE Studios és Gene Simmons közös produkciója. A Rotten Tomatoes-on 0%-os pontszámmal rendelkezik.
A filmet 2017. augusztus 4-én mutatták be az Egyesült Államokban, Magyarországon DVD-n jelent meg szinkronizálva 2022 májusában. 

## Cselekmény
Kiképzett ügynökökből álló csapatot küldenek egy börtönépületben lévő létesítménybe, mivel az ott dolgozó csapatról nem hallottak. Megérkezésük után nem sokkal megtalálják a csapat holttestét, majd egy zárlat után csapdába esnek. Látják a biztonsági felvételeket a másik csapatról, akiket láthatatlan támadók öltek meg, és hamarosan ők maguk is furcsa és szörnyű jelenségeket tapasztalnak, miközben megpróbálják kideríteni, mi ölte meg az előző csapatot.
Az épület egy magasan kifejlesztett mesterséges intelligencia, a Temple, amely tulajdonképpen egy hatalmas hazugságérzékelő. A megölt csapat és a megmentésükre küldött csapat korábban Afganisztánban teljesített szolgálatot. Afganisztánban egy falusi öregembert hallgattak ki, és a dolgok kicsúsztak a kezükből, és lemészárolták a falut; ezt eltussolták, és ez az, amit Temple le akar leplezni, és amiért megbüntetik őket.

## Szereplők
| Szerep            | Színész        | Magyar hang    |
| ----------------- | -------------- | -------------- |
| Isaac             | Wesley Snipes  | Galambos Péter |
| Riley             | Anne Heche     | Orosz Helga    |
| Gabriel           | Dave Annable   | Bozsó Péter    |
| Brett             | Seth Rollins   | Király Attila  |
| Tyler             | Kyle Clements  |                |
| Paul              | Morgan Roberts | Hamvas Dániel  |
| Saeed Refai       | Eyas Younis    | Dolmány Attila |
| Ahmadi            | Mo Gallini     |                |
| Rainier           | Mike Seal      |                |
| Gyanúsított férfi | Gene Simmons   |                |